# Богдан А501
Богда́н А501.10 — український напівнизькопідлоговий автобус-прототип, випущений Луцьким автомобільним заводом, що став прототипом для створення моделей нової лінійки автобусів «Богдан», і дана модель серійною не стала. Богдан А501.10 є найпершим автобусом з новим дизайном розробки Богдан. На відміну від інших автобусів «Богдан», автобус має довжину 10 метрів (якщо точно — 9.99 метри).

## Опис
Перший дослідний екземпляр автобуса, який одержав індекс "А501" побачив світ наприкінці 2007 року. У травні автобус, а також створений на його базі тролейбус Т501, були презентовані на Луцькому автозаводі. Дослідний автобус А501 мав вкрай невдале планування: чотири вузькі одностулкові двері, що виключало можливість посадки інвалідів на візках та пасажирів з дитячими візками. Останнє виглядало більш ніж дивно, адже одна з головних причин зниження рівня підлоги в пасажирському транспорті - зробити його доступним для зазначених вище категорій населення. У тролейбуса цей недолік вже був виправлений - в базі замість двох вузьких одностулкових дверей, розділених віконцем, була широкі двостулкові двері. Передні двері, як у тролейбуса так і у автобуса, вели в кабіну водія.
Богдан-А501 і Богдан-Т501 так і залишилися дослідними машинами. Автобус був проданий в 2009 році в Польщу; попередньо заводом була змінена компоновка машини і в базу встановлена широкі двостулкові двері замість двох одностулкових. Тролейбуси Богдан-Т501 (усього їх було побудовано дві одиниці) стали експлуатуватися в Луцьку.
В автобусі встановлено 20 сидячих місць, повна місткість - 90 пасажирів.
Як силовий агрегат на автобусі застосований 6-циліндровий дизель Isuzu 6 HFITC (Євро-2), з турбонаддувом і інтеркуллером, робочий об'єм якого 7,13 л, потужність 230 к.с. Коробка передач - механічна, 7-ступінчаста.
Недоліки дослідних Богдан-А501 були враховані в серійній моделі - автобусі А601.